# Папуче
Папуче су врста лаке обуће која се носи по кући. Најранији извори о постојању и коришћењу папуча датирају око 1478. године.
Током историје правиле су се од разних материјала. Данас постоји неколико врста папуча као што су отворене папуче (прсти на ногама нису покривени) и затворене папуче (прсти су покривени имају штитник за пете који спречава проклизавање стопала). Занатлија који израђује папуче назива се папуџија.